# Konstantin von Neurath

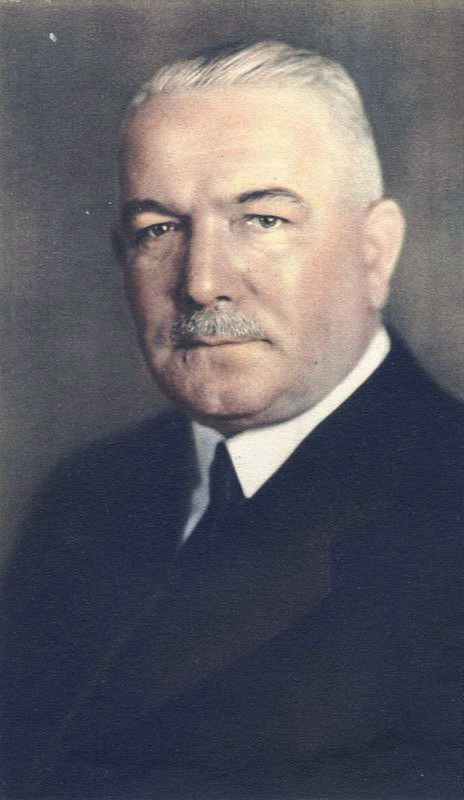
Konstantin Freiherr von Neurath (1939)

Konstantin Hermann Karl Freiherr von Neurath (* 2. Februar 1873 im Hofgut Kleinglattbach, Kleinglattbach; † 14. August 1956 im Leinfelder Hof, Enzweihingen) war ein deutscher Diplomat des Kaiserreichs und der Weimarer Republik. Er wurde 1932 Reichsminister des Äußeren und hatte das Amt auch nach der nationalsozialistischen Machtergreifung bis 1938 inne. Zwischen 1939 und 1943 war Neurath Reichsprotektor des vom Deutschen Reich besetzten Protektorats Böhmen und Mähren.
Nach dem Zweiten Weltkrieg gehörte Neurath zu den 24 Hauptangeklagten der Nürnberger Prozesse. Der Internationale Militärgerichtshof sprach ihn am 1. Oktober 1946 in allen vier Anklagepunkten schuldig und verurteilte ihn zu einer 15-jährigen Haftstrafe. 1954 wurde Neurath vorzeitig entlassen.

## Leben

### Herkunft, Familie, Werdegang

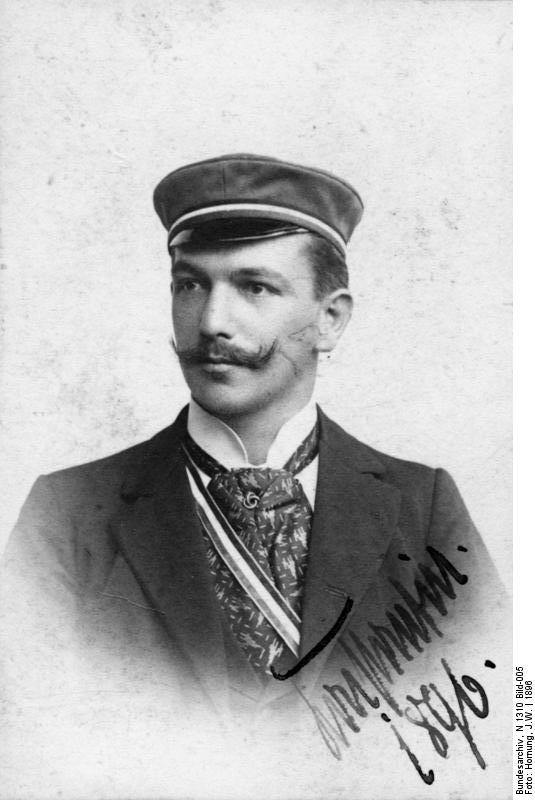
Konstantin von Neurath als Corpsstudent in Tübingen, um 1896

Konstantin von Neurath wurde am 2. Februar 1873 auf dem elterlichen Hofgut Kleinglattbach nahe der Stadt Vaihingen an der Enz geboren und  entstammte einer württembergischen Adelsfamilie, deren Wurzeln jedoch in Hessen liegen. Der adlige Zweig der Familie beginnt mit dem hessischen Juristen Johann Friedrich Albert Constantin Neurath, Reichskammergerichtsassessor in Wetzlar, der 1791 in den Adelsstand erhoben wurde. Sein Sohn Constantin Franz Fürchtegott von Neurath trat 1807 in württembergische Dienste und war kurzzeitig Justizminister. Großvater Constantin Franz Freiherr von Neurath wurde 1851 in den Freiherrenstand erhoben und war Außenminister von Württemberg. Vater Konstantin Sebastian Freiherr von Neurath (1847–1912) war königlich württembergischer Oberkammerherr, Chef des Kammerherrenstabes und Gutsbesitzer. Im Rahmen seiner politischen Betätigung gehörte der Vater von 1881 bis 1890 als Abgeordneter der Deutschen Reichspartei dem Reichstag an. Die Mutter Mathilde (1847–1924) entstammte dem Rittergeschlecht der Freiherren von Gemmingen.
Nach dem Abitur studierte Neurath von 1892 bis 1897 Rechtswissenschaften an der Eberhard-Karls-Universität Tübingen sowie der Friedrich-Wilhelms-Universität Berlin. Sein Studium unterbrach er, um als Einjährig-Freiwilliger den Militärdienst im Infanterie-Regiment „Kaiser Friedrich, König von Preußen“ (7. Württembergisches) Nr. 125 abzuleisten. 1894 wurde er Mitglied (später Ehrenmitglied) der Studentenverbindung Corps Suevia Tübingen, Im Jahr 1897 bestand Neurath das Referendar-Examen und trat im Folgejahr in den württembergischen Justizdienst ein.
Ab 1903 war er königlich württembergischer Kammerjunker, ab 1910 Kammerherr. In der Württembergischen Armee war er ab 1898 Sekondeleutnant, ab 1909 Oberleutnant der Reserve.
Neurath heiratete am 30. Mai 1901 in Stuttgart die Bankierstochter Marie Auguste Moser von Filseck (1875–1960). Aus der Ehe gingen zwei Kinder hervor:
- Konstantin Alexander (1902–1981), der zunächst die Diplomatenlaufbahn einschlug und nach dem Zweiten Weltkrieg in die deutsche Wirtschaft wechselte
- Winifred (1904–1985), die 1926 den Diplomaten und späteren deutschen Botschafter beim Königreich Italien, Hans Georg von Mackensen heiratete.

### Karriere als Diplomat

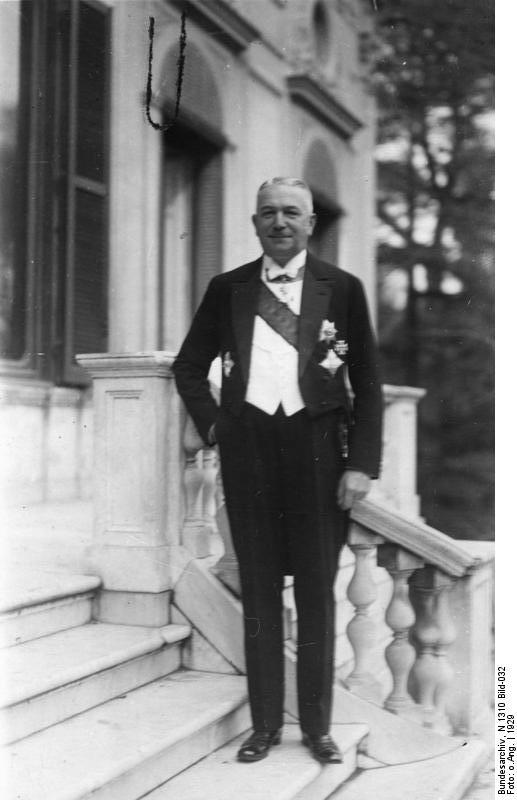
Neurath als Botschafter in Rom (1929)

Nach bestandenem Assessor-Examen wechselte Neurath 1901 in die konsularische Laufbahn des Auswärtigen Dienstes. Zwischen 1903 und 1908 war er Vizekonsul im deutschen Generalkonsulat in London, anschließend kehrte er in das Auswärtige Amt nach Berlin zurück. Durch Protektion Kiderlen-Waechters gelang ihm zum Jahreswechsel 1912/13 die Aufnahme in die diplomatische Laufbahn. Als Legationsrat in der Politischen Abteilung wurde er 1914 zum Botschaftsrat in Konstantinopel ernannt, allerdings trat er diesen Posten erst im Frühjahr 1915 an, da er zuvor als Reserveoffizier im Grenadier-Regiment „Königin Olga“ (1. Württembergisches) Nr. 119 am Ersten Weltkrieg teilnahm. Im Osmanischen Reich erlebte Neurath den Völkermord an den Armeniern vor Ort mit.
Auf eigenen Wunsch wurde Neurath zum Jahresende 1916 aus dem Reichsdienst entlassen und übernahm von seinem Onkel Julius von Soden den Posten als Chef des Zivilkabinetts des württembergischen Königs. Bis zur Novemberrevolution von 1918 blieb er engster Berater von König Wilhelm II.
Am 13. Dezember 1919 kehrte er mit Genehmigung des Reichspräsidenten Friedrich Ebert in den diplomatischen Dienst zurück und wurde Gesandter in Kopenhagen. Von 1921 bis 1930 bekleidete er den Posten des Botschafters beim Königreich Italien und erlebte den Aufstieg des italienischen Faschismus sowie den Aufbau einer Diktatur unter Benito Mussolini mit. Nach dem Tod Gustav Stresemanns (1929) favorisierte Reichspräsident Paul von Hindenburg Neurath als neuen Außenminister. Allerdings stand der konservative Neurath der Weimarer Republik ablehnend gegenüber und trat für eine Revision des Versailler Vertrags ein. Seine Berufung scheiterte jedoch an der fehlenden Mehrheit im Reichstag. Stattdessen wurde Neurath deutscher Botschafter in London (1930 bis 1932).

### Reichsaußenminister
Nachdem Reichspräsident Hindenburg im Juni 1932 ein nicht mehr auf den Reichstag gestütztes Präsidialkabinett unter Franz von Papen gebildet hatte, wurde Neurath zum Außenminister im „Kabinett der Barone“ ernannt. Er behielt sein Ministeramt auch in den folgenden Kabinetten Schleicher (1932/33) und am 30. Januar 1933 im Kabinett Hitler. Neurath galt als Exponent einer konservativen Fachbeamtenschaft. Bei sonst loyaler Mitarbeit innerhalb der Regierung Hitler ist bekannt, dass von Neurath sich 1935 ebenso wie seine Kabinettskollegen Gürtner, Blomberg und Frick für die von der Gestapo festgehaltenen Rechtsanwälte einsetzte, die die Witwe des im Zuge der politischen Säuberungswelle beim sogenannten Röhm-Putsch ermordeten katholischen Politikers Erich Klausener vertraten, was zu deren Entlassung aus der Haft beitrug.
Neurath stand für eine konservativ-revisionistische deutsche Außenpolitik und trug den immer stärker von Adolf Hitler bestimmten aggressiven Kurs der NS-Außenpolitik (z. B. den Austritt aus dem Völkerbund, die Wiedereinführung der Wehrpflicht oder die Wiederbesetzung des Rheinlandes) aktiv mit. Hitler wiederum profitierte nicht nur von Neuraths Reputation im Ausland, sondern auch von der Expertise der von ihm angeleiteten Ministerialbürokratie. Die Handlungsfreiheit des Auswärtigen Amts wurde jedoch durch die Konkurrenz des im Hintergrund agierenden NS-Außenpolitikers Joachim von Ribbentrop und dessen Dienststelle Ribbentrop ab etwa 1936 immer stärker eingeschränkt.
Anlässlich des 4. Jahrestages der Machtergreifung verlieh Hitler an alle parteilosen Kabinettsmitglieder das Goldene Parteiabzeichen der NSDAP, wodurch Neurath zum 30. Januar 1937 der NSDAP beitrat (Mitgliedsnummer 3.805.229). Zum 18. September 1937 trat er der SS im Rang eines SS-Gruppenführers bei (SS-Nummer 287.680), der dem Rang eines Generalleutnants entsprach. Bereits vorher war er Mitglied der von Hans Frank gegründeten nationalsozialistischen Akademie für Deutsches Recht geworden.
Bis 1937 trug Neurath eine „Politik der Stärke“ mit, die auf die Annexion Österreichs, im Sprachgebrauch der Nationalsozialisten beider Länder auf die Gleichschaltung Österreichs abzielte und schließlich in das Berchtesgadener Abkommen mündete. Doch gegen Kriegspläne, wie sie Hitler auf einer Konferenz am 5. November 1937 verkündete, erhob er Einwände. Im Zuge der Blomberg-Fritsch-Krise wurde Neurath am 4. Februar 1938 zum Präsidenten des niemals zusammengetretenen Geheimen Kabinettsrates „befördert“ und als Außenminister durch seinen parteiinternen Konkurrenten Ribbentrop ersetzt. Formal gehörte Neurath bis zum 30. April 1945 als Reichsminister ohne Geschäftsbereich der Reichsregierung an.

### Reichsprotektor in Böhmen und Mähren
Nach der Zerschlagung der Tschechoslowakei und dem Einmarsch deutscher Truppen in Prag am 15. März 1939 wurde Neurath – möglicherweise als Beschwichtigungsgeste gegenüber den Briten – Reichsprotektor im Protektorat Böhmen und Mähren, und war unter anderem für die Unterdrückung der politischen Kultur der Tschechen und die Durchsetzung der Nürnberger Gesetze zuständig. Hitler hielt Neurath jedoch für nicht brutal genug, um die zunehmende tschechische Widerstandsbewegung zu unterdrücken. Er beurlaubte ihn deshalb im September 1941 zunächst dauerhaft, um seine Vollmachten an den stellvertretenden Reichsprotektor Reinhard Heydrich bzw. nach dessen Ermordung durch tschechische Widerstandskämpfer Mitte 1942 an Kurt Daluege zu übertragen. Im August 1943 entsprach Hitler den wiederholten Entlassungsgesuchen Neuraths im Zuge eines größeren Revirements: Heinrich Himmler wurde zum Reichsinnenminister befördert und Neurath formell von dem Amt des Reichsprotektors entbunden, das der bisherige Reichsinnenminister Wilhelm Frick übernahm.
Im Juni 1943 war Neurath zum SS-Obergruppenführer befördert worden, was dem Rang eines Generals entsprach. Zu seinem 70. Geburtstag erhielt er von Hitler eine Dotation in Höhe von 250.000 Reichsmark.

### Angeklagt in Nürnberg

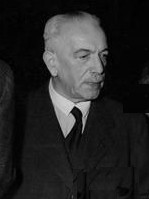
Konstantin von Neurath während des Nürnberger Kriegsverbrecher-Prozesses (ca. 1946)

Am 6. Mai 1945 wurde Neurath von französischen Truppen gefangen genommen und dem Internationalen Militärgerichtshof in Nürnberg überstellt. Dort wurde er 1946 wegen „Verschwörung gegen den Weltfrieden, Verbrechen gegen den Frieden, Planung und Durchführung eines Angriffskrieges, Kriegsverbrechen“ und „Verbrechen gegen die Menschlichkeit“ angeklagt und zu 15 Jahren Gefängnis verurteilt.

### Nach der Haft
Auf Initiative des Vatikans und mit Billigung der Sowjets wurde Neurath Anfang November 1954 vorzeitig aus dem Kriegsverbrechergefängnis Spandau entlassen. Zuvor hatte die Sowjetunion alle Bemühungen um Entlassung oder Hafterleichterung strikt abgelehnt.
Nach seiner Entlassung aus der Haft am 6. November 1954 verbrachte Neurath die letzten zwei Lebensjahre auf seinem Gut Leinfelder Hof bei Enzweihingen.

## NS-Auszeichnungen
- SS-Ehrendegen
- SS-Ehrenring
- 1938 Ehrenbürger der Stadt Stuttgart (1946 aberkannt)[9]